# Aigondigné
Aigondigné – gmina we Francji, w regionie Nowa Akwitania, w departamencie Deux-Sèvres. W 2016 roku liczba ludności wynosiła 4914 mieszkańców. 
Gmina została utworzona 1 stycznia 2019 roku z połączenia trzech ówczesnych gmin: Aigonnay, Mougon-Thorigné oraz Sainte-Blandine. Siedzibą gminy została miejscowość Mougon. 